# ハツカネズミ属

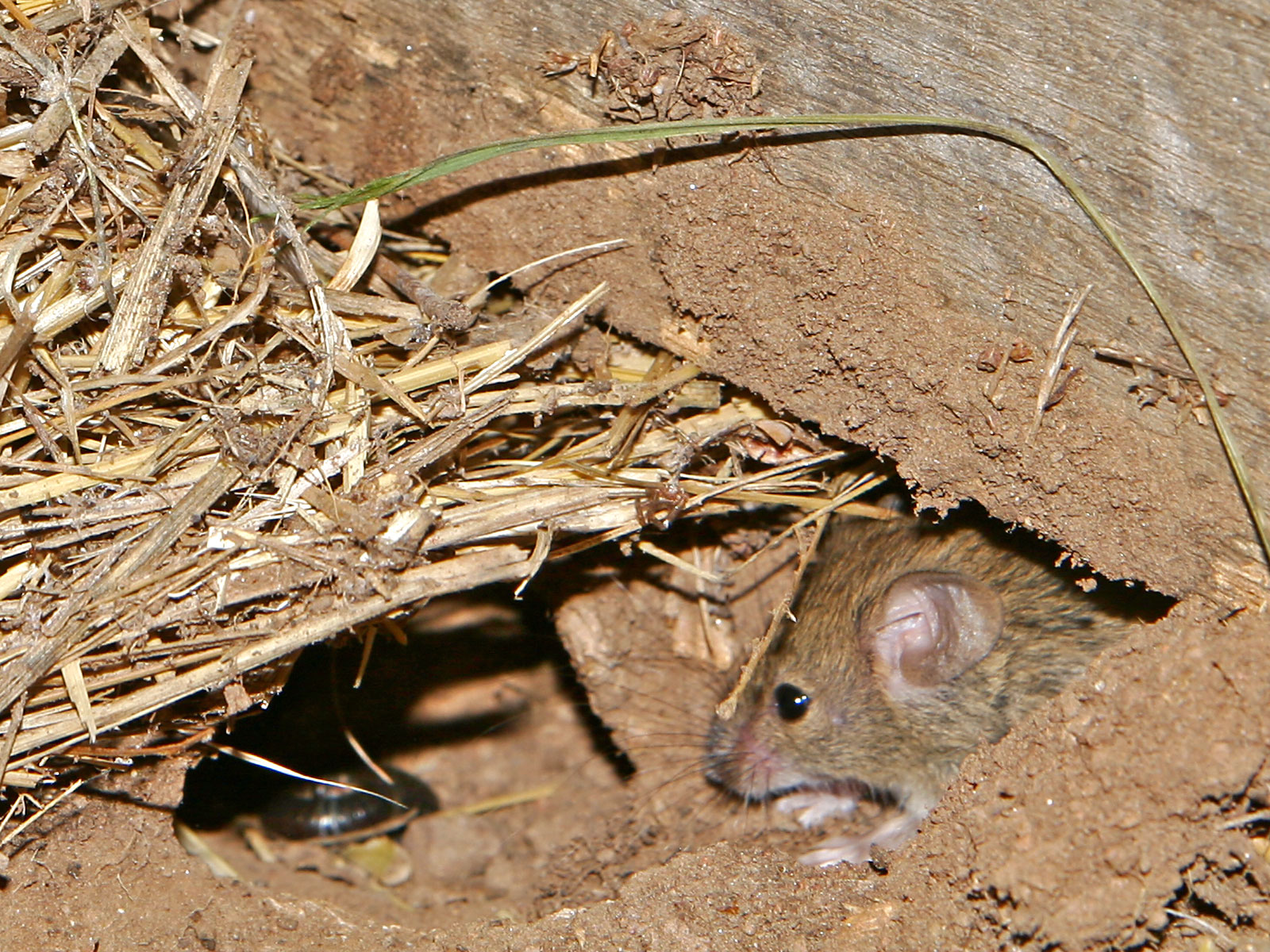
野ネズミ

ハツカネズミ属（Mus）は、ネズミ目（齧歯目）に属する小型哺乳類。ハツカネズミに代表される。本項目では、この属のネズミの総称として、以下「マウス」と表記する。

## 概要
いくつかの地域では野鼠としても一般的。これらの種は、タカやワシなどの多くの鳥に捕食される。これらは人家や小屋に入り込んで食物に被害を与えることがある。
シロアシネズミやシカシロアシネズミなども屋内に棲むことがあるが、これは別属のシロアシネズミ属に分類される種である。
マウスは、2年半ほどは生きる能力はあるが、野生では平均して約4ヶ月ほどしか寿命がない。これは捕食者が多いためである。猫、野生犬、狐、鳥、蛇、あるいは節足動物のある種のものまでも、高頻度でマウスを餌にする。だが、多様な環境（ニッチ）への高度の適応能力と、人間との共生（片利共生）の能力によって、きわめて成功している哺乳類の属の一つである。
マウスはしばしば害獣となる。作物を食害したり、構造物を損傷したり、寄生虫や糞便などによって伝染病をまき散らす。北アメリカでは、マウスの糞便からハンタウイルスが空気中に飛散することがあり、ハンタウイルス肺症候群の原因になりうる。猫を家畜化した最初の目的は、マウスや、ラット（ドブネズミ類）の捕食であると考えられている。
マウスは基本的に夜行性の動物なので視力が貧弱であるが、そのかわり聴覚が発達している。また、嗅覚も特に発達しており、食物の場所や捕食者の感知に使っている。

## 繁殖

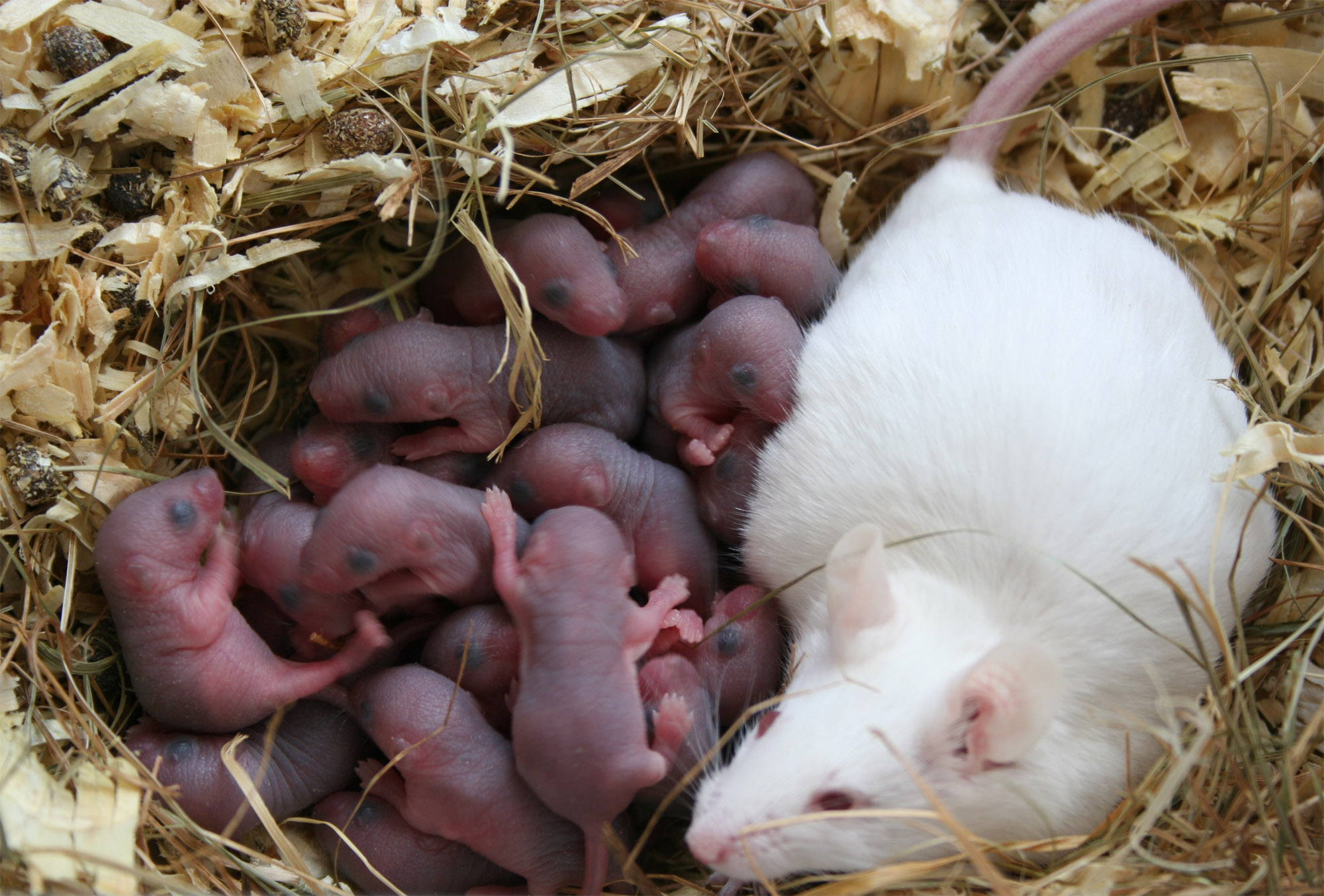
誕生直後のマウス

雄雌ともに繁殖は生後50日（7-8週齢）ほどから可能である。雌の最初の発情は生後25-40日頃に起こる。雌の排卵は自然発生的で、性周期（発情する期間）は4-5日間である。マウスは多発情性であり、一年を通じ、四季を問わず繁殖できる。発情は概ね、夕方に始まって12時間ほどで終わるので、夜間に交尾することが多い。交尾の時刻を調整する目的で性周期のステージを検査するには、膣垢検査法（en:Vaginal wet mount）が有効である。交尾したかどうか、交配後に雌の膣口に付く膣栓（または交尾栓）の有無で判定できる。膣栓は、乳白色で固い樹脂様の固形物であり、交配後、数時間が経つと膣口から自然と脱落してしまう。また、時に膣口の少し奥に埋まっていることもあるので、膣栓の有無を確認する時は膣口を広げて見ると良い。そして膣垢中の精子の有無も、交配済の確実な指標である。
複数の雌マウスを同棲で飼育すると発情が休止することがあり、性周期も止まってしまう傾向がある。雄のマウスに直に接触したり、雄マウスのフェロモン曝露されたりすると、大概の雌マウスは、その後、約72時間で発情が始まる。この、性周期の同期化はホイットン効果（en:Whitten effect）として知られている。交配直後の雌マウスを、交配相手ではない、別の個体の雄のフェロモンに暴露させると、着床を妨げることがある。これはブルース効果として知られる。
妊娠期間の平均は20日間である。出産後わずか14-24時間に、妊娠可能な発情が起こる（分娩後発情）。授乳（哺育）と妊娠が同一時期に重なるならば、着床を遅らせると3-10日間ほど妊娠期間が延びる。1回の分娩に於ける産仔数の平均は8-12匹だが、血統、交配・妊娠・分娩の時季や環境、母マウスの体型や月齢（週齢）などに依存する。一般的な傾向として、同系交配のマウスは、異系交配や雑種マウスよりも妊娠期間が長く、産仔数も少ない。出生時の仔マウスは体重が0.5-1.5gであり、体毛は無く、瞼と耳が閉じている。母マウスによる産仔の食殺（共食い）は起こりにくいが（低率だが起こる）、分娩時から出産後2日〜1週間ほどは、母マウスを刺激せず（触らない）安静を保つことが望ましい。産仔は生後3週間ほどで離乳を迎え、その時の体重は10-12gである。母マウスが分娩後発情で妊娠していなければ、離乳後2-5日で性周期を再開する。
出生直後の産仔の雌雄を判別するには、会陰部を見る。雄マウスは雌マウスよりも、生殖器と肛門との2点間の距離が長く、生殖乳頭（genital papilla）が大きい。同腹仔の雌雄で見比べると判別しやすい。

## 実験用マウス

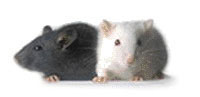
ノックアウトマウス

生物学や心理学の分野で、マウスはもっとも一般的な実験動物である。これは、マウスが哺乳類であり、また多くの点でヒトと相同の部分を持っているためである。哺乳類のモデル生物としては、ラットよりマウスの方がより利用される。
マウスの遺伝子は全て解読されていて、殆どの遺伝子がヒトとホモログ（相同）である。人間に対しては非人道的になるような処理でも、マウスには可能である（ただし「動物の権利」も参照）。ノックアウトマウスは、遺伝子ノックアウトの技法によって、一つ以上の遺伝子が無効化された、遺伝子組換えマウスである。
研究にマウスを使用するのには他の理由もある。マウスは小型であり、安価で、世話が容易で、短期間で増殖する。比較的短い期間でマウスの複数世代を観察することができる。誕生時から飼育して、人間と接触の機会が十分に与えられれば、マウスはかなり従順である。しかしながら、いくつかの系統は、獰猛なことで知られている。
なお、マウスとラットは単に体の大きさが違うだけではなく、元の生活環境の違いによりいくつか生理学的な相違点がある点に注意が必要である。例えば代表的なものとしてマウスには胆嚢があるがラットにはない。
メスは、ホルモンバランスの変化の大きさや妊娠など、実験データの収集に影響を与える要素があるため、実験ではオスを使用するのが一般的であるが、このため薬の性差による違いを見逃すなどの弊害も指摘されている

## 分類および分布
- 亜属  Coelomys
  - トガリハツカネズミ Mus crociduroides  スマトラ西部
  - スリランカハツカネズミ Mus mayori  スリランカ
  - シッキムハツカネズミ Mus pahari  インド北東部−カンボジア南西部、ベトナム北部
  - バルカンハツカネズミ Mus vulcani  ジャワ島西部
- 亜属  Mus
  - インドハツカネズミ Mus booduga  パキスタン、インド、スリランカ、バングラデシュ、ネパール南部、ミャンマー中央部
  - オキナワハツカネズミ Mus caroli  沖縄諸島、台湾、中国南部−タイ。マレーシア、インドネシア西部に移入
  - クチバハツカネズミ Mus cervicolor  インド北部−ベトナム。スリランカ・ジャワ島に移入
  - クックハツカネズミ Mus cookii  インド南部・北東部。ネパール−ベトナム
  - Mus cypriacus キプロス
  - Mus majorius ギリシア、アテネ
  - テジナハツカネズミ Mus famulus  インド南西部
  - Mus fragilicauda タイ、ラオス
  - Mus macedonicus バルカン半島−イスラエル、イラン
  - ハツカネズミ Mus musculus  全世界に移入
  - Mus nitidulus ミャンマー中央部
  - Mus spicilegus オーストリア−ウクライナ南部、ギリシア
  - アルジェリアハツカネズミ Mus spretus  フランス南部、イベリア半島、バレアレス諸島、モロッコ−チュニジア
  - ツチイロハツカネズミ Mus terricolor  インド、ネパール、バングラデシュ、パキスタン。スマトラに移入
- 亜属  Nannomys
  - バウレハツカネズミ Mus baoulei  象牙海岸−ギニア
  - ガマハツカネズミ Mus bufo  ウガンダ山岳部、ルワンダ、ブルンジ、コンゴ共和国周辺
  - アンゴラハツカネズミ Mus callewaerti  アンゴラ、コンゴ共和国
  - グンディハツカネズミ Mus goundae  中央アフリカ共和国
  - ハウサハツカネズミ Mus haussa セネガル−ナイジェリア北部
  - ボツワナハツカネズミ Mus indutus  アンゴラ南部−ジンバブエ西部、南アフリカ北部
  - マホメットハツカネズミ Mus mahomet  エチオピア、ウガンダ南西部−ケニヤ南西部
  - セネガルハツカネズミ Mus mattheyi  ガーナ
  - コビトハツカネズミ（英語版） Mus minutoides  ジンバブエ、モザンビーク南部、南アフリカ
  - Mus musculoides コビトハツカネズミの生息地を除くサハラ砂漠南部
  - Mus neavei コンゴ共和国東部−南アフリカ北東部
  - Mus orangiae 南アフリカ
  - ウバンギハツカネズミ Mus oubanguii  中央アフリカ共和国
  - アラゲハツカネズミ Mus setulosus  セネガル−エチオピア、ケニア西部
  - ナミビアハツカネズミ Mus setzeri  ナミビア北東部、ボツワナ、ザンビア西部
  - Mus siridandus コロンビア、アルゼンチン
  - ケニアハツカネズミ Mus sorella  カメルーン東部−タンザニア西部
  - ホソハツカネズミ Mus tenellus  スーダン−ソマリア南部、タンザニア中央部
  - ヒメハツカネズミ Mus triton  エチオピア南部−アンゴラ中央部、マラウイ
- 亜属  Pyromys
  - フェルナンドハツカネズミ Mus fernandoni  スリランカ
  - フィリップスハツカネズミ Mus phillipsi  インド南西部
  - ヒラゲハツカネズミ Mus platythrix  インド
  - イシハツカネズミ Mus saxicola  パキスタン南部、ネパール南部、インド
  - ショートリッジハツカネズミ Mus shortridgei  ミャンマー−カンボジア南西部、ベトナム北西部

## ペットとして
マウスをペットとして飼う人は多い。マウスは楽しく、愛らしく、人になれさせることができる。鳥・猫・犬など、天敵が多いので、ペットのマウスは監視なしで外に離してはならない。雄マウスは雌マウスよりにおいが強い傾向がある。よく世話をすれば、マウスはすばらしいペットになる。マウス飼育用の用具には以下のようなものがある。
- ケージ（かご）- ハムスター用やスナネズミ用を使うことが多いが、現在はマウス用のケージが売られている。
- 餌 - 専用の配合飼料や、植物の種を配合した餌が売られている。齧歯類用の飼料（ラット用、ハムスター用、スナネズミ用など）ならたいてい食べる。
- 床材 - 通常、木くず、チップをしきつめる。または、インクの付いていない紙を裁断したものなどを使うこともできる。カビが発生するので籾殻は向かない。松などのにおいの強い木材のチップは使用しない方がよい。マウスの肺に悪影響を及ぼすとの研究がある[要出典]。

ペットとしてのマウスの利点は、
- 糞やアレルゲンが少ない。
- 楽しい。遊び相手になる。
- 安価である。
- （一般的な先入観とは逆に）清潔である。

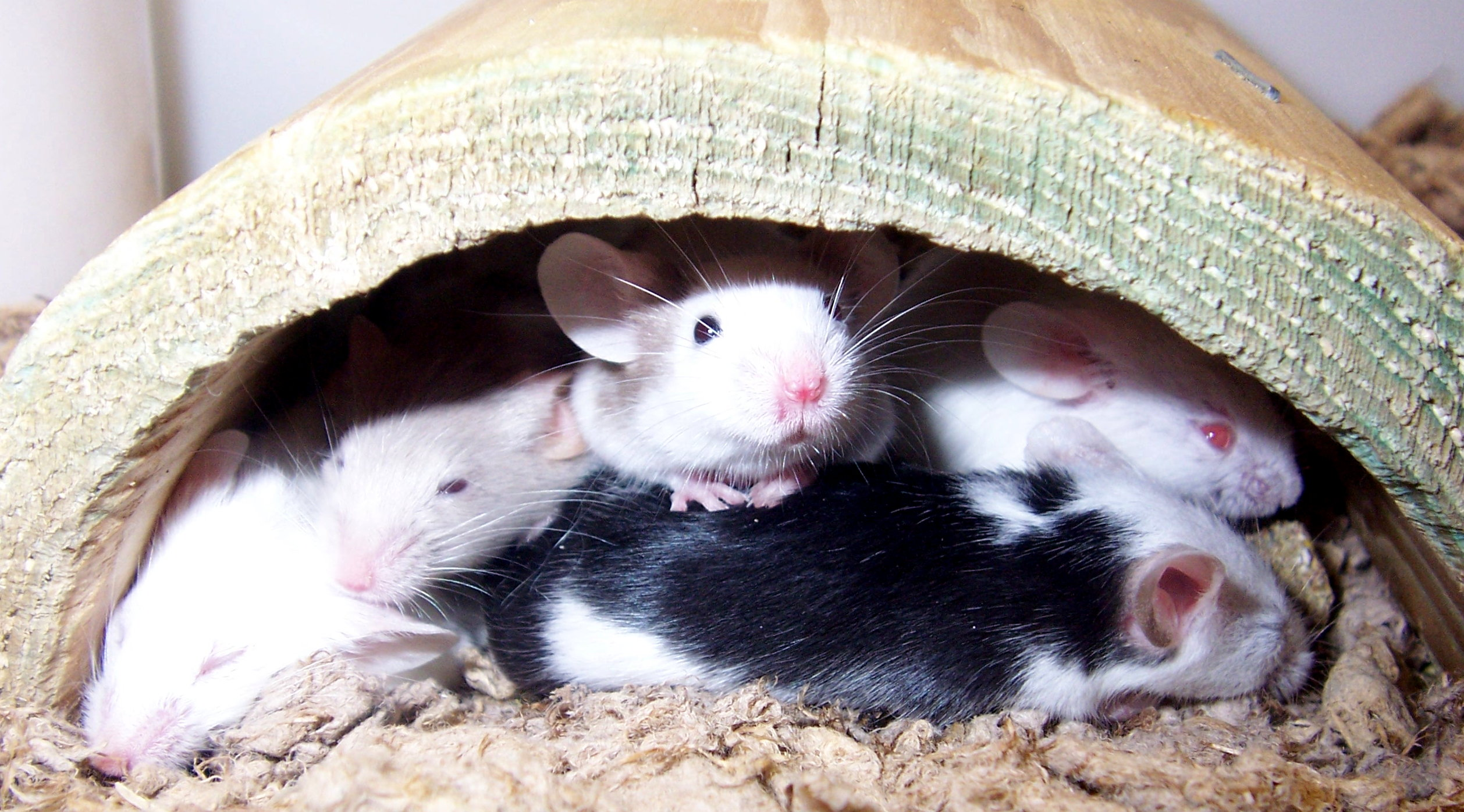
ペット用マウス

- グループで飼った場合には、社会的に独立している。
- 他の齧歯類よりは噛むことが少ない。
- 比較的知能が高い。
- 飼い主になつく。
- 活発である。

欠点としては、
- 寿命が短い。
- 小さく華奢である。犬や猫のように気楽に扱うことができない。
- 頻繁に糞や尿をする。
- 夜行性である。
- ストレス下では眼病にかかりやすい。
- 不適切に飼育すると病気になりやすい。
- 繁殖しやすい。

## 食性
自然状態においては、マウスは草食動物であり、たいていの果実や穀類を食べる。都市生活にもよく適応し、残飯を何でも食べる。飼育する場合は、ペレット状の飼料を与えるのが一般的である。この場合、他に野菜類を必要とする。食物摂取量は、マウスの体重100gにつき、1日約15g。水の摂取量は、同様に100gにつき、1日約15ml。

## 知能
マウスにもサンクコスト（埋没費用）を嫌う心理がある可能性があるという指摘がある。

## 食料としてのマウス
多くの肉食動物にとって、マウスは主要な餌である。人間は、先史時代にはマウスを食べていたし、現在でも賞味する地区がある。たとえば東部ザンビア、北部マラウイ、また東アジアの一部の地域など。季節によっては、貴重なタンパク質の供給源になる。しかしながらその他の地域では、日常食にはなっていない。
多くの国で、マウスは、ヘビ、トカゲ、カエル、タランチュラ、鳥などのペットの飼料になっている。それらのペットショップではその目的でマウスを扱う。ドイツやイギリスなどの国では、倫理上の観点から、捕食・被食の関係にあるとされるものを同時に取り扱うことは禁止されている。
飼料用のマウスは、年齢やサイズによっていろいろな呼び方がある。「ピンキー（ピンクマウス）」、「ファジー」、「クローラー」、「ホッパー」、「アダルト」など。「ピンキー」は誕生直後のマウスで、まだ毛が生えていないもの。「ファジー」はいくらか毛が生えているが、あまり歩き回らないもの。「ホッパー」は、毛も生えそろっていて、大人と同様に動くが、体がまだ小さいもの。毛の生えていないマウスの方が動物が食べやすいのだが、餌としては毛の生えているマウスの方が普通である。成長段階を表すこれらの用語は、ラットでも使われる。

## 大衆文化のマウス
一般的な固定観念としては、マウスは小さく、臆病な動物で、家の壁の裏に隠れ、食品庫のスイスチーズ（またはゴルゴンゾーラチーズ）を盗むものとされる。